# Tetratheca fasciculata
Tetratheca fasciculata är en tvåhjärtbladig växtart som beskrevs av J. Thompson. Tetratheca fasciculata ingår i släktet Tetratheca och familjen Elaeocarpaceae. Inga underarter finns listade i Catalogue of Life.